# Monica Avanesyan
Monica Avanesyan (en armenio: Մոնիկա Ավանեսյան;18 de octubre de 1998) es una cantante armenia.
Con tan solo 8 años comenzó a aprender a tocar el violín, combinándolo durante cuatro años con sus estudios de danza y canto con su profesora Emma Asatryan. Desde entonces, ha participado en numerosas competiciones musicales.
En el verano de 2013 sacó su primer sencillo titulado "Das Chem Anelu" (No quiero dar clase en español).
El 30 de noviembre de 2013 representó a Armenia en el Festival de la Canción de Eurovisión Junior 2013 con la canción Choco fabric (Fábrica de chocolate en español). Consiguió la sexta posición, de un total de doce con 69 puntos. Recibió 12 puntos de Georgia.